# Stenosticta grisea
Stenosticta grisea är en fjärilsart som beskrevs av George Francis Hampson 1912. Stenosticta grisea ingår i släktet Stenosticta och familjen nattflyn. Inga underarter finns listade i Catalogue of Life.